# Albino José Barbosa de Oliveira
Albino José Barbosa de Oliveira (Coimbra, 1 de julho de 1809 — Rio de Janeiro, 7 de dezembro de 1889) foi um magistrado luso-brasileiro.
Filho de Luis Antônio Barbosa de Oliveira e Maria Rosemunda Barbosa de Oliveira, nasceu em Portugal quando seu pai cursava a Universidade de Coimbra da mesma cidade. Formou-se em Direito pela mesma Universidade, em 1831.
Assim como seu pai, seguiu a carreira de magistrado, sendo nomeado juiz de São João del-Rei, em 1831. Foi sucessivamente juiz em Sabará (1832), Cachoeira, Caravelas (1833) e Nazaré(1841). Foi chefe de polícia no Pará, em 1842. No mesmo ano é nomeado desembargador no Maranhão, sendo transferido para o Rio de Janeiro um mês depois.
Em 1864, foi nomeado ministro do Supremo Tribunal de Justiça, sendo nomeado presidente do tribunal em 1880.
Vítimado por cegueira, solicitou sua aposentadoria, a qual foi concedida em 1882.
Casou-se com Isabel Augusta de Souza Queiroz, neta do Brigadeiro Luiz Antonio de Souza Queiroz, herdeira da Fazenda do Rio das Pedras, que existe até hoje em Campinas. Tiveram 8 filhos: Maria, Luis Antonio, Francisca Ilidia (Chiquita), Isabel, Maria Amélia (Maricota), Luisa Adelaide (Luisinha), Albino José, Luís Albino.
Albino era primo de segundo grau de Rui Barbosa e foi bisavô do historiador Américo Lourenço Jacobina Lacombe.
É autor do livro Memórias de um magistrado do Império, obra póstuma, publicada pela Companhia Editora Nacional, em 1943 e que reúne parte das correspondências que Albino José Barbosa de Oliveira dirigiu a sua esposa e seus filhos.

## Acervo arquivístico
A Fundação Casa de Rui Barbosa abriga o acervo documental do Conselheiro Albino José Barbosa de Oliveira e de sua família, integrando o conjunto denominado Coleção Família Barbosa de Oliveira.  A coleção foi doada para a Fundação Casa de Rui Barbosa no ano de 1993 pela família de Américo Jacobina Lacombe, resposável por reunir a documentação. Integram essa coleção, os acervos documentais de outras famílias como: Ataliba Nogueira, Jacobina, Lacombe, Leuzinger, Masset, entre outras. A documentação textual pode ser consultada na sede da instituição e os documentos iconográficos podem ser acessados na Base Iconografia, no portal da Fundação Casa de Rui Barbosa.

## Obras
- Memórias de um magistrado do Império (obra póstuma), 1943